# Вторая гражданская война в Судане
Вторая гражданская война в Судане — война арабов Судана против неарабских народов Юга, длившаяся 22 года (1983—2005) и сопровождавшаяся актами геноцида, массовыми убийствами, изгнаниями и порабощением мирного населения. По оценке 2001 года, уже к этому времени около 2 миллионов человек погибли, а 4 миллиона оказались беженцами. Потери среди гражданского населения были одними из самых высоких среди военных конфликтов после Второй мировой войны. Военные действия и убийства граждан вызвали также голод и эпидемические заболевания, сопровождавшиеся гибелью людей.
Война велась между арабским правительством Судана, базировавшимся на севере, и вооружённой группировкой НАОС (Народная армия освобождения Судана, SPLA), представлявшей южан-неарабов. Причиной войны явилась политика исламизации, начатая правительством Судана во главе с Джафаром Нимейри в 1983. Толчком к началу войны стала напряжённость в вооружённых силах страны, вызванная отправкой на Север подразделений, состоявших из неарабских жителей Юга. Боевые действия шли с переменным успехом. В 2002 году начался мирный процесс, завершившийся в январе 2005 подписанием Найвашского мирного соглашения.

## Предыстория

### Причины и характер войны
Гражданская война в Судане часто характеризуется как борьба между центральным правительством и народами на периферии страны. Помимо этого конфликт называют и межэтническим, поскольку север страны являлся арабским, а на юге проживали в основном негроиды-нилоты. Также войну можно назвать и межрелигиозной, север был исламским, а юг преимущественно христианским и языческим.
Одной из причин войны стала и борьба за природные ресурсы. В Южном Судане находятся значительные месторождения нефти, которые правительство хотело полностью контролировать, а южане пытались сохранить контроль над ресурсами за собой. 70 % экспорта Судана составляла продажа нефти. Кроме того, почва в долине Нила на юге значительно плодороднее, чем на севере.

### Перед войной
Во времена, когда Судан был колонией Британской империи, север и юг Судана были разделены в административном отношении и практически не имели общих черт. Однако в 1946 году британцы упразднили это разделение. Арабский язык стал официальным на всей территории Судана. Ущемление прав негроидного англоязычного населения вызывало недовольство на юге. После деколонизации и провозглашения независимости интересы южан не учитывались. Лидирующие позиции в стране заняла северная арабская элита, после чего на юге страны начались беспорядки.
В 1962 году ситуация в Судане обострилась, исламское правительство запретило въезд в страну христианских миссионеров и объявило о закрытии христианских школ. Это привело к столкновениям на юге страны между правительственными войсками и недовольными южанами. Постепенно эти стычки переросли в полномасштабную гражданскую войну. Первая гражданская война завершилась в 1972 году подписанием мирного соглашения в Аддис-Абебе. Договор предусматривал широкую религиозную и культурную автономию Юга.
Внутренняя политика суданского правительства (неудачная аграрная политика) привела к началу широкомасштабных столкновений на всей территории Судана. Гражданская война между правительством и повстанцами на юге страны проходила параллельно с другими конфликтами — Дарфурским конфликтом, столкновениями на севере страны и войной между народами динка и нуэр.

## Гражданская война

### Начало войны

#### Нарушение Аддис-Абебского соглашения

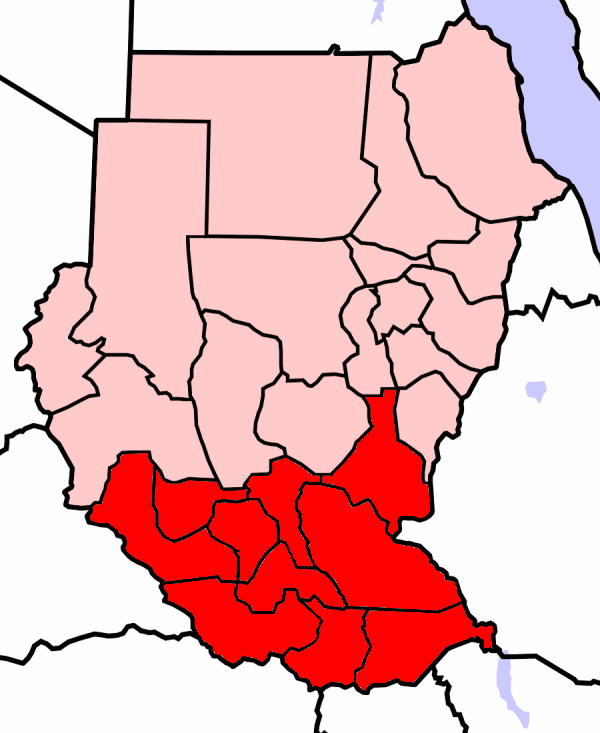
Регион Южного Судана

Положения Аддис-Абебского соглашения были включены в Конституцию Судана. В итоге нарушения этих положений правительством привело к началу второй гражданской войны. Президент Судана Джафар Нимейри попытался взять под свой контроль нефтяные месторождения на юге страны (путём создания отдельного штата Вахда, естественно, включённого в состав Северного Судана). В 1978 году нефть была обнаружена в Бантио, в южном Кордофане и Верхнем Голубом Ниле в 1979 году. В 1981 году было открыто месторождение Адар, в 1982 нефть найдена в Хеглиге. Доступ к нефтяным месторождениям давал значительный экономический эффект тому, кто их контролировал.
Исламские фундаменталисты на севере страны были недовольны положениями Аддис-Абебского соглашения, которые обеспечивали религиозную свободу на юге страны христианам и язычникам. Позиции исламистов постепенно укреплялись и в 1983 году президент Судана объявил о том, что Судан становится исламской республикой и ввёл шариат на всей территории страны.

#### Народная армия освобождения Судана
Народная армия освобождения Судана была основана в 1983 году группой повстанцев для борьбы с правительством Судана с целью восстановления автономии Южного Судана. Группа позиционировала себя как защитник всех угнетённых граждан Судана и выступала за единый Судан. Лидер НАОС Джон Гаранг критиковал правительство за проводимую политику, которая вела к распаду страны.
В сентябре 1984 года президент Нимейри объявил о прекращении чрезвычайного положения и ликвидации чрезвычайных судов, но вскоре обнародовал новый судебный акт, который продолжал практику чрезвычайных судов. Несмотря на публичные заверения Нимейри о том, что права немусульман будут уважать, южане и другие немусульмане относились к этим заявлениям крайне подозрительно.

### 1985—1991
В начале 1985 года в Хартуме ощущалась острая нехватка топлива и продовольствия, засуха, голод и эскалация конфликта на юге страны привели к тяжёлой внутриполитической ситуации в Судане. 6 апреля 1985 года генерал Абдель ар-Рахман Свар ад-Дагаб с группой старших офицеров совершил государственный переворот. Они не одобряли попыток тотальной исламизации Судана.
Конституция 1983 года была отменена, правящая партия Суданский социалистический союз распущена, бывший президент Нимейри отправился в изгнание, однако законы шариата отменены не были. После этого был создан переходный военный совет во главе с Свар ад-Дагабом. После этого было сформировано временное гражданское правительство, которое возглавил Аль-Джазули Даффаллах. В апреле 1986 года в стране прошли выборы, после которых было сформировано новое правительство во главе с Садыком аль-Махди из партии «Умма». Правительство состояло из коалиции партии «Умма», Демократического союза, Национального исламского фронта Хасана Тураби. Эта коалиция была распущена и изменялась несколько раз в течение нескольких лет. Премьер-министр Садык аль-Махди и его партия играли центральную роль в Судане в это время.

#### Переговоры и эскалация
В мае 1986 года правительство Садыка аль-Махди начало мирные переговоры с НАОС во главе с Джоном Гарангом. В течение года представители Судана и НАОС встречались в Эфиопии и договорились о скорой отмене законов шариата и проведении конституционной конференции. В 1988 году НАОС и Демократический союз Судана договорились о проекте плана мирного урегулирования, включающего отмену военных соглашений с Египтом и Ливией, отмену шариата, отмену чрезвычайного положения и прекращение огня.
Однако из-за обострения обстановки в стране и тяжёлой экономической ситуации в ноябре 1988 года премьер-министр аль-Махди отказался одобрить план мирного урегулирования. После этого Демократический союз Судана вышел из правительства, после чего в правительстве остались представители исламских фундаменталистов.
В феврале 1989 года под давлением армии аль-Махди сформировал новое правительство, призвав членов Демократического союза, и принял план мирного урегулирования. Конституционная конференция была назначена на сентябрь 1989 года.

#### Совет революционного командования национального спасения
30 июня 1989 года в Судане произошёл военный переворот под руководством полковника Омара аль-Башира. После этого был создан «Совет революционного командования национального спасения», который возглавил аль-Башир. Он также стал министром обороны и главнокомандующим вооружёнными силами Судана. Омар аль-Башир распустил правительство, запретил политические партии, деятельность профсоюзов и других «нерелигиозных» учреждений, ликвидировал свободную прессу. После этого в Судане снова началась политика исламизации страны.

#### Уголовный закон 1991 года
В марте 1991 года в Судане был опубликован Уголовный закон, который предусматривал наказания по законам шариата, включая ампутации рук. Первоначально эти меры практически не использовались на юге страны, однако в 1993 году правительство начало замену немусульманских судей в южной части Судана. Помимо этого была создана полиция общественного порядка для контроля за соблюдением норм шариата, которая следила за правопорядком.

### Разгар войны
Под контролем Народной армии освобождения Судана находились часть экваториальных территорий, Бахр-эль-Газаль, Верхний Нил. Также подразделения повстанцев были активны в южной части Дарфура, Кордофана и Голубого Нила. Под контролем правительственных сил были крупные города на юге: Джуба, Вау и Малакаль.
В октябре 1989 года после перемирия боевые действия возобновились. В июле 1992 года правительственные войска в ходе крупномасштабного наступления взяли под контроль южную часть Судана и захватили штаб-квартиру НАОС в Торите.
Под предлогом борьбы с повстанцами суданское правительство разместило значительные армейские и полицейские силы в южных районах страны. Однако часто эти силы совершали атаки и налёты на деревни с целью захвата рабов и скота. В ходе этих боевых действий, по разным оценкам, около 200 000 южносуданских женщин и детей было захвачено и обращено в рабство суданскими вооружёнными силами и иррегулярными проправительственными группировками (Народная армия обороны).

#### Разногласия в НАОС
В августе 1991 года в НАОС начались внутренние раздоры и борьба за власть. Часть повстанцев отделились от армии освобождения Судана. Лидера НАОС Джона Гаранга попытались свергнуть с поста руководителя. Всё это привело к появлению в сентябре 1992 года второй фракции повстанцев (во главе с Уильямом Бани), а в феврале 1993 года третьей (во главе с Керубино Боли). 5 апреля 1993 года в Найроби (Кения) лидеры отделившихся повстанческих фракций заявили о создании коалиции.

#### На пути к мирному урегулированию
В 1990-1991 годах Судан поддерживал режим Саддама Хусейна в войне в Персидском заливе. Это изменило отношение США к официальному Хартуму. Администрация Билла Клинтона запретила американские инвестиции в страну и включила Судан в список стран-изгоев. С 1993 года лидеры Эритреи, Эфиопии, Уганды и Кении проводили конференции для попыток мирного урегулирования в Судане под эгидой Межправительственной организации по развитию. В 1994 году была разработана декларация, которая была направлена на выявление существенных элементов, необходимых для достижения справедливого и всеобъемлющего мирного урегулирования и права на самоопределение юга. После 1997 года правительство Судана было вынуждено подписать данную декларацию.
В 1995 году оппозиция на севере страны объединилась с политическими силами на юге и создали коалицию оппозиционных партий под названием «Национальный демократический альянс». В него вошли НАОС, Демократический союз Судана, партия «Умма» и ряд мелких партий северных этнических групп. В этом же году Эфиопия, Эритрея и Уганда усилили свою военную помощь повстанцам. Всё это привело к тому, что в 1997 году правительство Судана было вынуждено подписать с рядом повстанческих группировок во главе с генералом Риеком Мачаром Хартумское соглашение. По его условиям на территории Южного Судана создавалась «Армия обороны Южного Судана», в которую вошли бывшие повстанцы. Они выполняли роль милиции в Южном Судане, охраняя гарнизоны суданской армии и нефтяные месторождения от возможных нападений непримирившихся мятежников. Многие лидеры повстанцев начали сотрудничество с Хартумом, вошли в совместные правительственные органы, а также проводили совместные боевые операции с северянами.
Правительство Судана также было вынуждено подписать декларацию о культурной автономии юга и о его праве на самоопределение. В 1999 году президент Омар аль-Башир предложил НАОС культурную автономию в составе Судана, однако Джон Гаранг отверг это предложение и боевые действия продолжились.

### Мирное соглашение

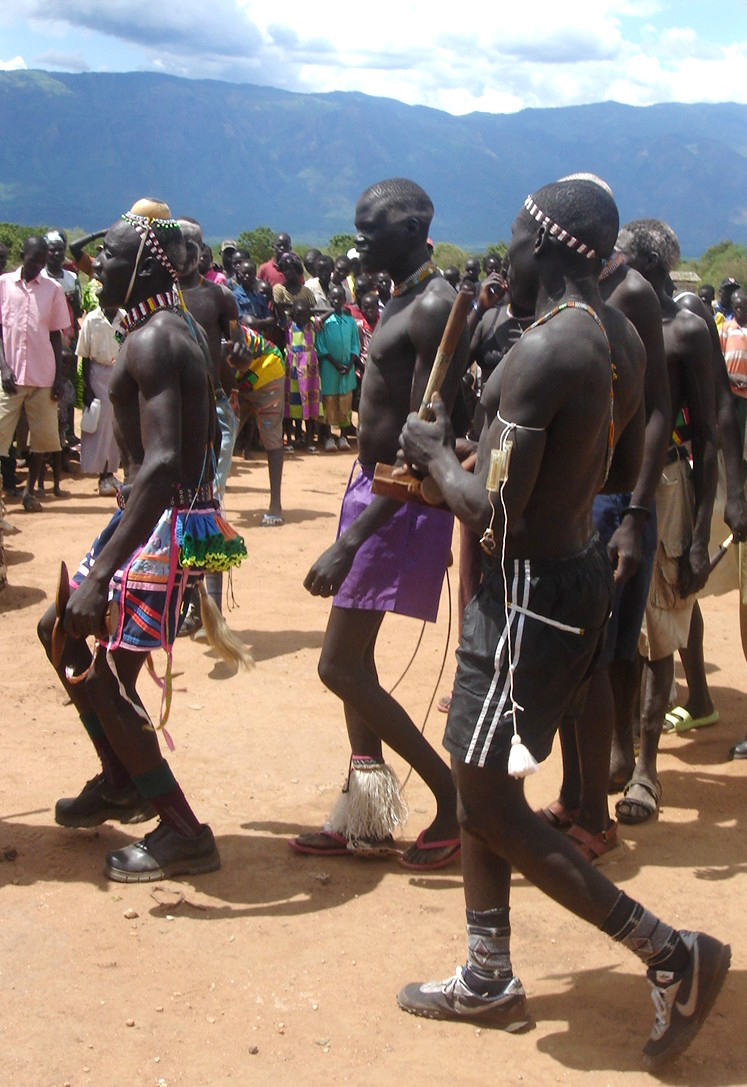
Танцоры в Капоэте отмечают подписание Найвашского соглашения

В период с 2002 по 2004 год между представителями НАОС и правительства Судана велись переговоры о прекращении огня, хотя вооружённые стычки между повстанцами и правительственными войсками продолжались. В итоге после длительных переговоров 9 января 2005 года в Найроби вице-президентом Судана Али Осман Махаммад Таха и лидером НАОС Джоном Гарангом было подписано мирное соглашение.
Мирный договор определил переходный период о статусе Южного Судана, немедленное прекращения огня, установил демобилизацию, численность вооружённых формирований, распределение средств от продажи нефти и другие аспекты жизни страны. Согласно мирному договору югу страны предоставлялась автономия на 6 лет, после чего должен был пройти референдум о независимости Южного Судана. Доходы от продажи нефти распределялись поровну между суданскими властями и южанами, исламский шариат на юге упразднялся.
Джон Гаранг становился лидером автономного юга, а также одним из двух вице-президентов Судана.

### Международная помощь

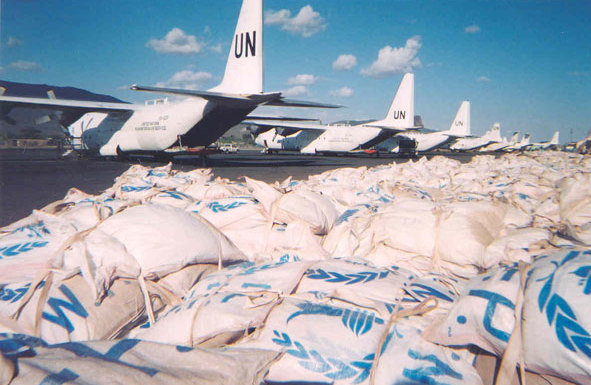
Гуманитарная помощь Судану в рамках операции «Мост жизни для Судана»

В марте 1989 года правительство Садыка аль-Махди согласовало с ООН детали проведения плана поставок гуманитарной помощи, получившим название «Мост жизни для Судана». В рамках этой операции 100 000 тонн продовольствия передавалось противоборствующим сторонам. Второй этап операции был одобрен правительством Судана и НАОС в марте 1990 года. В 1991 году засуха вызывает нехватку продовольствия по всей стране.
США, ООН и многие другие страны пытались поддерживать и координировать международную помощь для северного и южного Судана. Однако в связи с нарушениями прав человека Суданом и политикой суданского правительства по отношению к войне в Персидском заливе получение гуманитарной помощи для Судана было осложнено.

## Последствия
В ходе второй гражданской войны в Судане в результате боевых действий, этнических чисток, голода погибли от 1,5 до 2 миллионов человек. Предположительно 4—5 миллиона человек стали беженцами, 20 % беженцев покинули Южный Судан.
Долгий и кровопролитный конфликт истощил страну. Экономическая ситуация была тяжёлой, огромные затраты шли на ведение боевых действий, постоянно существовала угроза голода.
11 октября 2007 года, НАОС вышла из состава суданского правительства, обвинив Хартум в нарушении условий мирного соглашения. К этому времени более 15 000 военнослужащих из Северного Судана не покинули территорию юга. Однако НАОС также заявила, что не намерена возвращаться к войне.
13 декабря 2007 года НАОС вернулась в состав правительства. После этого места в правительстве распределялись на основе ротации между Джубой и Хартумом каждые три месяца.
8 января 2008 года войска Северного Судана окончательно покинули Южный Судан.
9—15 января 2011 года в Южном Судане прошёл запланированный референдум о независимости. В ходе плебисцита 98,8 % высказались за независимость, которая была провозглашена 9 июля 2011 года. Северный Судан признал юг днём ранее. Сложности в установлении границы между двумя странами привели к началу вооружённых столкновений в Южном Кордофане (2011 год) и к пограничному конфликту (2012 год) между Суданом и Южным Суданом.

### Гуманитарные последствия
Затяжная гражданская война вынудила около 4 миллионов человек стать беженцами. Большинство бежало в крупные города южного Судана, такие как Джуба, другие бежали на север Судана или в соседние страны: Эфиопию, Кению, Уганду и Египет. Многие беженцы были не способны обеспечить себя продовольствием, в итоге многие погибли из-за недоедания и голода. В течение 21 года конфликта погибли от 1,5 до 2 миллионов человек. Разруха и отсутствие инвестиций в южную часть страны привели к появлению «потерянного поколения».
Подписанное в 2005 году мирное соглашение не остановило кровопролитие в Дарфуре, где продолжился вооружённый конфликт.

### Восточный фронт
Восточный фронт — это коалиция повстанческих группировок, действовавших на востоке Судана неподалёку от границы с Эритреей. Восточный фронт протестовал против неравенства и добивался перераспределения доходов от добычи нефти между местными властями и официальным Хартумом. Повстанцы пригрозили прервать поставки нефти от месторождений в Порт-Судан и сорвать строительство второго нефтеперерабатывающего завода в городе.
Первоначально коалицию повстанческих группировок активно поддерживала Эритрея, однако затем Асмэра стала активно участвовать в процессе мирного урегулирования. В 2006 году правительство Судана и руководство фронта начали переговоры и 14 октября 2006 года подписали мирное соглашение. Соглашение предусматривает разделение доходов от продажи нефти, а также дальнейшую интеграцию трёх восточных штатов (Красное море, Кассала и Гедареф) в одну административную единицу.

### Дети-солдаты
Армии обеих сторон зачисляли детей в свои ряды. Соглашение 2005 года было необходимо, чтобы дети-солдаты были демобилизованы и отправились домой. НАОС утверждала, что отпустила 16 000 своих детей-солдат в период между 2001 и 2004 годах. Однако международные наблюдатели (ООН и Глобальный доклад 2004) обнаружили демобилизованных детей, повторно завербованных НАОС. В 2004 году насчитывалось от 2500 до 5000 детей, служивших в НАОС. Повстанцы обещали демобилизовать всех детей к концу 2010 года.

### Иностранные поставки оружия
После обретения независимости Суданом главным поставщиком оружия для суданской армии стала Великобритания. Однако в 1967 году после Шестидневной войны отношения Судана и Великобритании резко ухудшились, так же, как с США и ФРГ. С 1968 по 1972 года СССР и другие страны-члены СЭВ поставили в Судан большое количество вооружения, а также занимались подготовкой кадров для суданских вооружённых сил. На вооружение было поставлено большое количество танков, самолётов и орудий, которые были основным вооружением в армии до конца 1980-х. В результате государственного переворота 1972 года отношения между Суданом и СССР охладели, но поставки оружия продолжались до 1977 года, а в конце 1970-х основным поставщиком вооружений для суданской армии стал Китай. Также в 1970-е годы важным партнёром для Судана был Египет. Египетская сторона поставляла ракеты, бронетранспортёры и другую военную технику.
В 1970-х возобновились поставки вооружения из США. Своего пика они достигли в 1982 году, когда стоимость закупленного вооружения составила 101 000 000 долларов США. После начала войны поставки стали сокращаться и окончательно завершились в 1987 году. По некоторым данным, в 1993 году Иран профинансировал закупку Суданом 20 китайских штурмовиков. Также иранское руководство оказывало финансовую помощь суданскому правительству.
С 1996 года в Судан в значительных объёмах начала поставляться техника из Белоруссии. Первая партия состояла из 9 Т-55 и 6 Ми-24В. Следующая крупная закупка прошла в 2001 году, когда правительственные войска получили 20 Т-55М. В 2002 году Судан получил от белорусской стороны 8 гаубиц Д-30 (122 мм) и 6 реактивных систем залпового огня 9П138. В 2003 году правительственные силы приобрели  9 БМП-2, 39 БРДМ-2, 16 гаубиц Д-30 (122 мм), 10 самоходных гаубиц 2С1 (122 мм), 4 реактивные системы залпового огня (122 мм) 9П138 и 2 реактивные системы залпового огня (122 мм) БМ-21. В 2004 году прошла поставка 21 БРДМ-2, 7 БТР-80, 10 БТР-70, 1 БМП-1.
В свою очередь повстанцы получали оружие из Эритреи, Уганды и Эфиопии. Посольство Израиля в Кении занималось поставкой противотанковых ракет подразделениям НАОС.